# Vendenesse-lès-Charolles
Vendenesse-lès-Charolles és un municipi francès situat al departament de Saona i Loira i a la regió de Borgonya - Franc Comtat. L'any 2009 tenia 790 habitants.

## Història
| Data d'elecció                           | Identitat     | Partit           | Qualitat |
| ---------------------------------------- | ------------- | ---------------- | -------- |
| 2001-                                    | Pierre Ducerf | RPR, després UMP |          |
| les dades anteriors no són pas conegudes |               |                  |          |
|                                          |               |                  |          |

## Demografia
| A partir de 1990: Població sense dobles comptes |